# Wilhelm Gottlieb Tennemann
Wilhelm Gottlieb Tennemann, född den 7 december 1761 i Kleinbrembach, död den 30 september 1819 i Marburg, var en tysk filosof.
Tennemann, som var professor först i Jena, sedan i Marburg, anslöt sig i sina filosofiska åsikter väsentligen till Kant. Hans Geschichte der Philosophie (11 band, 1798–1819; når fram till Thomasius) hade för sin tid stor betydelse. Hans Grundriss der Geschichte der Philosophie (1812; 4:e upplagan utgiven av Johann Amadeus Wendt 1829) översattes till svenska av Carl Julius Lénström ("Grunddragen af philosophiens historia", jämte utkast till svenska filosofins historia, 1839).

## Fotnoter
1. ↑  Marburger Professorenkatalog, Marburger Professorenkatalog-ID: 9533, läst: 9 oktober 2017.[källa från Wikidata]
2. 1 2 3 4 5  Bibliothèque nationale de France, BnF Catalogue général : öppen dataplattform, id-nummer i Frankrikes nationalbiblioteks katalog: 12353808p, läst: 10 oktober 2015.[källa från Wikidata]
3. ↑  Charles Dudley Warner (red.), Library of the World's Best Literature, 1897, läs online.[källa från Wikidata]